# Collybia

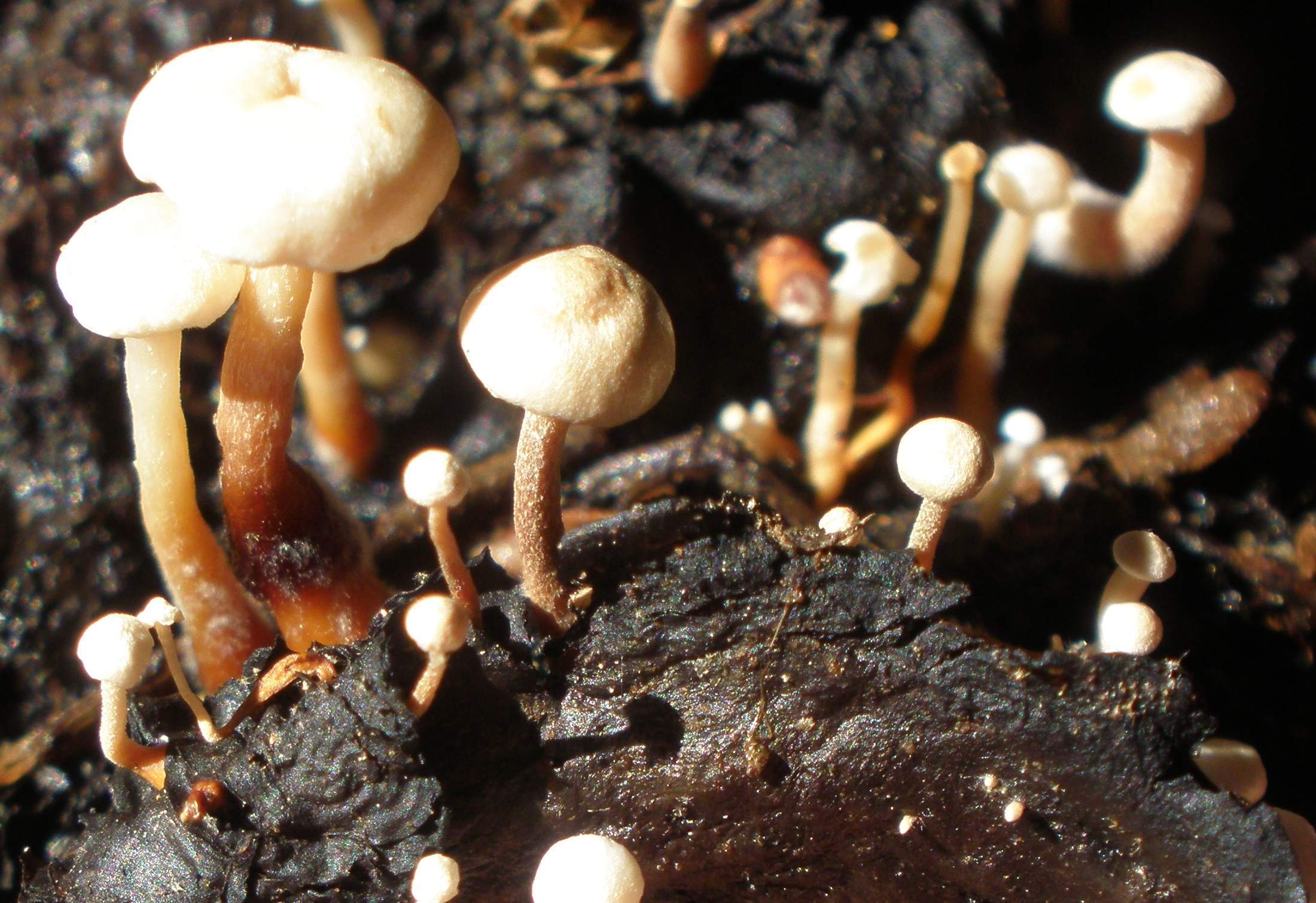
Collybia tuberosa

Collybia és un gènere de bolets agaricals de la família de les tricolomatàcies (Tricholomataceae).

## Descripció
- Són de mida petita i fràgils.
- Barret prim.
- Peu de textura cartilaginosa.
- Làmines que poden ser lliures o enganxades, de color blanc, groc, òxid i, fins i tot, violeta.
- L'esporada és, generalment, de color blanc.[4]

## Taxonomia
- Collybia caldarii (Berk.) Sacc., 1887
- Collybia cirrhata (Schumach.) P. Kumm.
- Collybia cookei (Bres.) J.D. Arnold
- Collybia dorotheae (Berk.) Sacc., 1887
- Collybia inodora (Pat.) P.D. Orton
- Collybia luxurians Peck; es considera sinònim de Collybiopsis luxurians (Peck) R.H. Petersen
- Collybia multijuga (Berk. & Broome) Sacc., 1887
- Collybia nephelodes (Berk. & Broome) Sacc., 1887
- Collybia purpureogrisea (Petch) Pegler, 1986
- Collybia semiusta (Berk. & M.A.Curtis) Dennis, 1951
- Collybia tuberosa (Bull.) P. Kumm.
- Collybia verna Ryman;[5][6][7] es considera sinònim de Gymnopus vernus (Ryman) Antonín & Noordel.,

## Comestibilitat
No s'ha comprovat que siguin tòxics, però, a causa de la seua mida petita, tenen un valor escàs a la cuina. Tot i així, a Nord-amèrica, n'hi ha espècies que són considerades comestibles (com ara, Collybia velutipas), mentre que d'altres tenen fama de nocives.